# Asplenium insulare
Asplenium insulare là một loài dương xỉ trong họ Aspleniaceae. Loài này được Carmich. mô tả khoa học đầu tiên năm 1819.
Danh pháp khoa học của loài này chưa được làm sáng tỏ. 